# Persone di nome Noah
| Questa pagina contiene informazioni ricavate automaticamente dalle voci biografiche con l'ausilio del template Bio e di un bot. L'aggiornamento è periodico e automatico e ricostruisce completamente la pagina. Se manca una persona in questa lista, sei pregato di non aggiungerla, ma accertati piuttosto che la sua voce biografica contenga il template Bio e che i dati anagrafici siano correttamente compilati. Se il template Bio manca, inseriscilo tu stesso o, in alternativa, metti l'avviso {{tmp\|Bio}} che ne segnala la mancanza. Se i dati riportati sono sbagliati, correggi direttamente la voce biografica; le modifiche saranno visibili in questa lista entro pochi giorni. Per chiarimenti vedi il progetto antroponimi. La lista contiene solo le 112 persone che sono citate nell'enciclopedia e per le quali è stato implementato correttamente il template Bio. Pagina aggiornata al 22 giu 2025. |

Questa è una lista di persone presenti nell'enciclopedia che hanno il nome Noah, suddivise per attività principale.

## Annunciatori televisivi(1)
- Tony Schiavone, annunciatore televisivo statunitense (Craigsville, n. 1957)

## Attori(23)
- Noah Bean, attore statunitense (Boston, n. 1978)
- Noah Beery, attore statunitense (New York City, n. 1913 - Tehachapi, † 1994)
- Noah Beery, attore statunitense (Kansas City, n. 1882 - Beverly Hills, † 1946)
- Noah Jupe, attore britannico (Londra, n. 2005)
- Noah Centineo, attore statunitense (Miami, n. 1996)
- Noah Crawford, attore statunitense (Oklahoma City, n. 1994)
- Noah Danby, attore canadese (Guelph, n. 1974)
- Noah Emmerich, attore statunitense (New York, n. 1965)
- Noah Fleiss, attore statunitense (White Plains, n. 1985)
- Noah Galvin, attore e disc jockey statunitense (Katonah, n. 1994)
- Noah Gray-Cabey, attore e pianista statunitense (Chicago, n. 1995)
- Noah Harpster, attore, scrittore e sceneggiatore statunitense
- Noah Hathaway, attore statunitense (Los Angeles, n. 1971)
- Noah Huntley, attore inglese (West Sussex, n. 1974)
- Noah Lomax, attore statunitense (New Orleans, n. 2001)
- Noah Munck, attore statunitense (Mission Viejo, n. 1996)
- Noah Reid, attore canadese (Toronto, n. 1987)
- Noah Reynolds, attore statunitense (Filadelfia, † 1948)
- Noah Ringer, attore e artista marziale statunitense (Dallas, n. 1996)
- Noah Schnapp, attore statunitense (Scarsdale, n. 2004)
- Noah Segan, attore statunitense (New York, n. 1983)
- Noah Taylor, attore britannico (Londra, n. 1969)
- Noah Wyle, attore statunitense (Hollywood, n. 1971)

## Autori di videogiochi(1)
- Noah Falstein, autore di videogiochi statunitense (n. 1957)

## Calciatori(38)
- Noah Adedeji-Sternberg, calciatore belga (n. 2005)
- Noah Allen, calciatore statunitense (Pembroke Pines, n. 2004)
- Noah Ohio, calciatore olandese (Almere, n. 2003)
- Noah Ato-Zandanga, calciatore centrafricano (Quincy-sous-Sénart, n. 2003)
- Noah Atubolu, calciatore tedesco (Friburgo in Brisgovia, n. 2002)
- Noah Billingsley, calciatore neozelandese (Wellington, n. 1997)
- Noah Bischof, calciatore austriaco (Feldkirch, n. 2002)
- Noah Cadiou, calciatore francese (Lilla, n. 1998)
- Noah Chilvers, calciatore inglese (Chelmsford, n. 2001)
- Noah Chivuta, ex calciatore zambiano (Ndola, n. 1983)
- Noah Cobb, calciatore statunitense (Chattanooga, n. 2005)
- Noah Diliberto, calciatore francese (Cambrai, n. 2001)
- Noah Dollenmayer, calciatore dominicano (Thousand Oaks, n. 1999)
- Noah Edjouma, calciatore francese (Clamart, n. 2005)
- Noah Eile, calciatore svedese (Lund, n. 2002)
- Noah Fadiga, calciatore belga (Bruges, n. 1999)
- Noah Frick, calciatore liechtensteinese (Liestal, n. 2001)
- Noah Frommelt, calciatore liechtensteinese (Vaduz, n. 2000)
- Noah Harms, calciatore olandese (Hoogvliet, n. 1997)
- Noah Hickey, ex calciatore neozelandese (Auckland, n. 1978)
- Noah Holm, calciatore norvegese (Drammen, n. 2001)
- Noah Kasule, calciatore ugandese (n. 1985)
- Noah Katterbach, calciatore tedesco (Simmerath, n. 2001)
- Noah Loosli, calciatore svizzero (Zurigo, n. 1997)
- Noah Maposa, calciatore botswano (Kopong, n. 1985)
- Noah Mbamba, calciatore belga (Ixelles, n. 2005)
- Noah Mneney, calciatore faroese (n. 2002)
- Noah Naujoks, calciatore olandese (Oud-Beijerland, n. 2002)
- Noah Okafor, calciatore svizzero (Binningen, n. 2000)
- Noah Pallas, calciatore finlandese (Helsinki, n. 2001)
- Noah Persson, calciatore svedese (n. 2003)
- Noah Powder, calciatore statunitense (Edison, n. 1998)
- Noah Sadiki, calciatore della Repubblica Democratica del Congo (Bruxelles, n. 2004)
- Noah Joel Sarenren Bazee, calciatore tedesco (Stadthagen, n. 1996)
- Noah Shamoun, calciatore siriano (n. 2002)
- Noah Söderberg, calciatore svedese (Borås, n. 2001)
- Noah Nartey, calciatore danese (Bagsværd, n. 2005)
- Noah Weißhaupt, calciatore tedesco (Rostock, n. 2001)

## Canoisti(2)
- Noah Havard, canoista australiano (Gold Coast, n. 2000)
- Noah Hegge, canoista austriaco (Augusta, n. 1999)

## Cantanti(1)
- Noah Skaalum, cantante danese (Herlev, n. 1995)

## Cantautori(1)
- Noah Kahan, cantautore statunitense (Strafford, n. 1997)

## Cantautrici(1)
- Noah Cyrus, cantautrice, attrice e doppiatrice statunitense (Nashville, n. 2000)

## Cestisti(8)
- Noah Allen, cestista statunitense (Pacific Grove, n. 1995)
- Noah Bolanga, cestista francese (Poitiers, n. 2003)
- Noah Clowney, cestista statunitense (Spartanburg, n. 2004)
- Noah Dahlman, cestista statunitense (Braham, n. 1989)
- Noah Dickerson, cestista statunitense (Maplewood, n. 1997)
- Noah Horchler, cestista statunitense (Melbourne, n. 1998)
- Noah Kirkwood, cestista canadese (Ottawa, n. 1999)
- Noah Vonleh, cestista statunitense (Haverhill, n. 1995)

## Filosofi(1)
- Noah Porter, filosofo statunitense (Farmington, n. 1811 - New Haven, † 1892)

## Fondisti(1)
- Noah Hoffman, ex fondista statunitense (Evergreen, n. 1989)

## Ginnasti(1)
- Noah Kuavita, ginnasta belga (Borgerhout, n. 1999)

## Giocatori di baseball(1)
- Noah Syndergaard, giocatore di baseball statunitense (Mansfield, n. 1992)

## Giocatori di football americano(8)
- Noah Brown, giocatore di football americano statunitense (Flanders, n. 1996)
- Noah Fant, giocatore di football americano statunitense (Omaha, n. 1997)
- Noah Gray, giocatore di football americano statunitense (Leominster, n. 1999)
- Noah Gygax, giocatore di football americano svizzero (n. 1999)
- Noah Igbinoghene, giocatore di football americano statunitense (Trussville, n. 1999)
- Noah Mullins, giocatore di football americano statunitense (Midway, n. 1918 - Versailles, † 1998)
- Noah Sewell, giocatore di football americano samoano americano (Malaeimi, n. 2002)
- Noah Spence, giocatore di football americano statunitense (Filadelfia, n. 1994)

## Giocatori di poker(1)
- Noah Boeken, giocatore di poker olandese (Amsterdam, n. 1981)

## Hockeisti su ghiaccio(2)
- Noah Clarke, ex hockeista su ghiaccio statunitense (La Verne, n. 1979)
- Noah Hanifin, hockeista su ghiaccio statunitense (Boston, n. 1997)

## Mezzofondisti(2)
- Noah Kibet, mezzofondista keniota (n. 2004)
- Noah Ngeny, ex mezzofondista keniota (Kabenas, n. 1978)

## Modelli(1)
- Noah Mills, supermodello e attore canadese  |NazionalitàNaturalizzato = statunitense (Toronto, n. 1983)

## Musicisti(1)
- Panda Bear, musicista statunitense (Baltimora, n. 1978)

## Pesisti(1)
- Noah Bryant, pesista statunitense (Santa Barbara, n. 1984)

## Pistard(1)
- Noah Vandenbranden, pistard e ciclista su strada belga (Meise, n. 2002)

## Produttori discografici(1)
- 40, produttore discografico e attore canadese (Toronto, n. 1983)

## Rapper(1)
- Yeat, rapper statunitense (Irvine, n. 2000)

## Registi(2)
- Noah Baumbach, regista, sceneggiatore e produttore cinematografico statunitense (New York, n. 1969)
- Noah Buschel, regista e sceneggiatore statunitense (Filadelfia, n. 1978)

## Sciatori freestyle(2)
- Noah Bowman, sciatore freestyle canadese (Calgary, n. 1992)
- Noah Porter MacLennan, sciatore freestyle canadese (Ottawa, n. 2003)

## Scrittori(4)
- Noah Gordon, scrittore statunitense (Worcester, n. 1926 - Dedham, † 2021)
- Noah Hawley, scrittore, sceneggiatore e produttore televisivo statunitense (New York, n. 1967)
- Noah Klieger, scrittore, giornalista e dirigente sportivo israeliano (Strasburgo, n. 1925 - Tel Aviv, † 2018)
- Noah Webster, scrittore, editore e lessicografo statunitense (West Hartford, n. 1758 - † 1843)

## Tennisti(1)
- Noah Rubin, tennista statunitense (New York, n. 1996)

## Tuffatori(1)
- Noah Williams, tuffatore britannico (Camden Town, n. 2000)

## Velocisti(2)
- Noah Akwu, velocista nigeriano (Enugu, n. 1990)
- Noah Lyles, velocista statunitense (Gainesville, n. 1997)

## Wrestler(1)
- Kona Reeves, wrestler statunitense (Hawaii, n. 1992)